# Sphaeridia furcata
Sphaeridia furcata is een springstaartensoort uit de familie van de Sminthurididae. De wetenschappelijke naam van de soort is voor het eerst geldig gepubliceerd in 1989 door Dunger & Bretfeld.